# ダイスケ (プロレスラー)
ダイスケ（1983年8月16日 - ）は、日本の元プロレスラー。本名：瀧田 大介（たきた だいすけ）。

## 経歴
- 日本大学在学中にbrother"TAKKITA"として学生プロレスを始める。
- 2004年12月4日、ガッツワールドプロレスリング新木場1stRING大会でガッツ石島とタッグを組んで対藤田峰雄&梁和平組戦でデビュー[1]。
- 2017年9月20日、年内で引退することを発表[2][3]。
- 12月2日、ガッツワールド新木場1stRING大会で引退試合が行われた[4][5]。
- 12月4日、ガッツワールドの相談役に就任[6]。
- 2018年4月15日、ガッツワールドが解散[7][8]。

## 得意技
フロッグスプラッシュ
ドラゴンスープレックス
ファルコンアロー
スライディングD
スライディングエルボーと同型。

## タイトル歴
- GWC認定シングル王座
- GWC認定タッグ王座
- GWC認定6人タッグ王座
- 新宿二丁目プロレス認定ILNP王座